# Saison 2013-2014 des Raptors de Toronto
La saison 2013-2014 des Raptors de Toronto est la 19e saison au sein de la National Basketball Association (NBA).
Durant l’intersaison, ils ont échangé Andrea Bargnani aux Knicks de New York pour Steve Novak, Quentin Richardson et Marcus Camby. Les Raptors ne devaient pas playoffs 2014, mais avec une division Atlantique faible, ils se sont retrouvés en tant que prétendants au titre de la division. Le 9 décembre 2013, les Raptors ont échangé Rudy Gay, Quincy Acy et Aaron Gray aux Kings de Sacramento pour John Salmons, Greivis Vásquez, Patrick Patterson et Chuck Hayes.
Ils se sont qualifiés pour les playoffs pour la première fois depuis 2008. Il a également décroché le titre de la division Atlantique pour la première fois depuis 2007. Cependant, les Raptors ont été éliminés par les Nets de Brooklyn menés par Paul Pierce, Kevin Garnett, et Jason Terry dans une série intense de sept matchs au premier tour.

## Classements de la saison régulière
| Conférence Est | Conférence Est         | Conférence Est | Conférence Est | Conférence Est | Conférence Est | Conférence Est | Conférence Est |
| No             | Franchise              | Vic.           | Déf.           | MJ             | % V/D          | RV             |                |
| -------------- | ---------------------- | -------------- | -------------- | -------------- | -------------- | -------------- | -------------- |
| 1              | Pacers de l'Indiana    | 56             | 26             | 82             | 68,30 %        | -              |                |
| 2              | Heat de Miami          | 54             | 28             | 82             | 65,90 %        | 2,0            |                |
| 3              | Raptors de Toronto     | 48             | 34             | 82             | 58,50 %        | 8,0            |                |
| 4              | Bulls de Chicago       | 48             | 34             | 82             | 58,50 %        | 8,0            |                |
| 5              | Wizards de Washington  | 44             | 38             | 82             | 53,70 %        | 12,0           |                |
| 6              | Nets de Brooklyn       | 44             | 38             | 82             | 53,70 %        | 12,0           |                |
| 7              | Bobcats de Charlotte   | 43             | 39             | 82             | 52,40 %        | 13,0           |                |
| 8              | Hawks d'Atlanta        | 38             | 44             | 82             | 46,30 %        | 18,0           |                |
|                |                        |                |                |                |                |                |                |
| 9              | Knicks de New York     | 37             | 45             | 82             | 45,10 %        | 19,0           |                |
| 10             | Cavaliers de Cleveland | 33             | 49             | 82             | 40,20 %        | 23,0           |                |
| 11             | Pistons de Détroit     | 29             | 53             | 82             | 35,40 %        | 27,0           |                |
| 12             | Celtics de Boston      | 25             | 57             | 82             | 30,50 %        | 31,0           |                |
| 13             | Magic d'Orlando        | 23             | 59             | 82             | 28,00 %        | 33,0           |                |
| 14             | 76ers de Philadelphie  | 19             | 63             | 82             | 23,20 %        | 37,0           |                |
| 15             | Bucks de Milwaukee     | 15             | 67             | 82             | 18,30 %        | 41,0           |                |

| Division Atlantique   | V  | D  | MJ | % V/D   | GB   | Dom   | Ext   | Div  | Conf  |
| --------------------- | -- | -- | -- | ------- | ---- | ----- | ----- | ---- | ----- |
| Raptors de Toronto    | 48 | 34 | 82 | 58,50 % | -    | 26-15 | 22-19 | 11-5 | 32-20 |
| Nets de Brooklyn      | 44 | 38 | 82 | 53,70 % | 4,0  | 28-13 | 16-25 | 9-7  | 26-26 |
| Knicks de New York    | 37 | 45 | 82 | 45,10 % | 11,0 | 19-22 | 18-23 | 10-6 | 26-26 |
| Celtics de Boston     | 25 | 57 | 82 | 30,50 % | 23,0 | 16-25 | 9-32  | 5-11 | 21-31 |
| 76ers de Philadelphie | 19 | 63 | 82 | 23,20 % | 29,0 | 10-31 | 9-32  | 5-11 | 14-38 |

## Effectif
| Effectif des Raptors de Toronto 2013-2014 |
| 2 Landry Fields • 3 Nando de Colo • 7 Kyle Lowry • 10 DeMar DeRozan (C) • 13 Dwight Buycks • 15 Amir Johnson • 16 Steve Novak • 17 Jonas Valančiūnas • 21 Greivis Vásquez • 25 John Salmons • 31 Terrence Ross • 44 Chuck Hayes • 50 Tyler Hansbrough • 54 Patrick Patterson • 77 Julyan Stone |
| Entraîneur : Dwane Casey |

## Transactions

### Échanges
| Arrivées Via transfert vers Toronto - Marcus Camby - Steve Novak - Quentin Richardson - Premier tour de draft 2016 - Second tour de draft 2014 - Second tour de draft 2017 | Départs Via transfert vers New York - Andrea Bargnani |

| Arrivées Via transfert vers Toronto - John Salmons - Greivis Vásquez - Patrick Patterson - Chuck Hayes | Départs Via transfert vers Sacramento - Rudy Gay - Aaron Gray - Quincy Acy |

| Arrivées Via transfert vers Toronto - Nando de Colo | Départs Via transfert vers San Antonio - Austin Daye |

### Joueurs coupés
| Joueur             | Date        |
| ------------------ | ----------- |
| Linas Kleiza       | 16 juillet  |
| Marcus Camby       | 17 juillet  |
| Quentin Richardson | 3 septembre |
| D. J. Augustin     | 9 décembre  |